# Пограничный патруль США
Пограничный патруль США (англ. United States Border Patrol, USBP) — федеральный правоохранительный орган Погранично-таможенной службы США Министерства внутренней безопасности США.
Пограничный патруль — это вооруженная и одетая в форму федеральная полиция, которая охраняет государственные границы Соединенных Штатов, выявляет и предотвращает нелегальные проникновения иностранцев, террористов и оружия в Соединенные Штаты, а также предотвращает незаконную торговлю людьми и контрабанду.

## История
С 1904 года конные дозоры Иммиграционной службы США время от времени патрулировали государственную границу, выявляя нарушителей. В 1915 году они были выделены в специальное подразделение. Также границу патрулировали подразделения Армии США и техасские рейнджеры.
В связи с массовой контрабандой алкоголя в США после принятия «сухого закона» в 1920 году, а также принятием законов, ограничивающих иммиграцию в США, охрану границы потребовалось усилить. В связи с этим в 1924 году был создан Пограничный патруль США.
В 2003 году Пограничный патруль США был включён в состав вновь созданной Погранично-таможенной службы США.

## Служба
Граница Соединенных Штатов — это часто сложно различимая линия в необитаемых пустынях, каньонах или горах.
Пограничный патруль использует различные методы и оборудование, такие как электронные датчики, установленные в стратегических местах, вдоль границы, для обнаружения людей или транспортных средств, которые пытаются попасть на территорию страны незаконно. Видеонаблюдение и приборы ночного видения также используются для обнаружения незаконных проникновений.
Сотрудники патрулируют границу на машинах, лодках, самолётах и в пеших патрулях. В некоторых районах пограничный патруль использует лошадей, вездеходные мотоциклы, велосипеды и снегоходы, а наблюдение с воздуха обеспечиваются беспилотными летательными аппаратами.
Основным видом деятельности агента пограничного патруля является дозор (англ. watch). Дозор включает в себя обнаружение, предотвращение и задержание террористов, нелегальных иммигрантов и контрабандистов на сухопутной границе или около неё путем скрытого наблюдения, реагированием на сообщения электронных датчиков, использованием информации от системы видеонаблюдения и аэроразведки, анализ и отслеживание следов, меток и любых других улик. Основные виды деятельности также включают наблюдение, проверку и досмотр транспортных средств, патрулирование в городах, также как и административные, разведывательные действия и действия по противодействию ввоза контрабанды.
В структуре пограничного патруля есть группа специальных операций (англ. Special Operations Group), в которую входят два тактических полицейских подразделения — BORTAC и BORSTAR.

## Подготовка
Все сотрудники пограничного патруля проводят минимум 26 недель обучения в Академии пограничного патрулирования в городе Артижа, штат Нью-Мексико, которая является частью Федерального центра подготовки сотрудников правоохранительных органов (FLETC). Сотрудники пограничной службы проходят обучение на курсах, в том числе в обучение входит изучение: испанский язык, уголовное право, гражданство и административное иммиграционное право, полицейские науки, методы самозащиты и ареста, обучение обращения с огнестрельном оружием (с пистолетом, ружьем и винтовкой), вождение патрульного автомобиля и другие предметы по пограничному патрулированию и предметы по курсам федеральных правоохранительных органов.
После поступления на свое место службы, стажеры также должны окончить программу обучения на рабочем месте «Field Training Officer (FTO)», продолжительность которой варьируется от минимальной 12 недель до максимальной более 16 недель, в зависимости от практических требований места службы и требований местного управления. Они также должны успешно завершить учебную программу Post Academy, которая является расширением курса Академии пограничного патрулирования, где слушатели проходят дополнительное обучение в классе в течение первых девяти месяцев своего пребывания в месте службы.